# Boxing Day (film, 2021)
 (décembre 2022).
La mise en forme du texte ne suit pas les recommandations de Wikipédia : il faut le « wikifier ».
Les points d'amélioration suivants sont les cas les plus fréquents :
- Les titres sont pré-formatés par le logiciel. Ils ne sont ni en capitales, ni en gras.
- Le texte ne doit pas être écrit en capitales (les noms de famille non plus), ni en gras, ni en italique, ni en « petit »…
- Le gras n'est utilisé que pour surligner le titre de l'article dans l'introduction, une seule fois.
- L'italique est rarement utilisé : mots en langue étrangère, titres d'œuvres, noms de bateaux, etc.
- Les citations ne sont pas en italique mais en corps de texte normal. Elles sont entourées par des guillemets français : « et ».
- Les listes à puces sont à éviter, des paragraphes rédigés étant largement préférés. Les tableaux sont à réserver à la présentation de données structurées (résultats, etc.).
- Les appels de note de bas de page (petits chiffres en exposant, introduits par l'outil «  Source ») sont à placer entre la fin de phrase et le point final[comme ça].
- Les liens internes (vers d'autres articles de Wikipédia) sont à choisir avec parcimonie. Créez des liens vers des articles approfondissant le sujet. Les termes génériques sans rapport avec le sujet sont à éviter, ainsi que les répétitions de liens vers un même terme.
- Les liens externes sont à placer uniquement dans une section « Liens externes », à la fin de l'article. Ces liens sont à choisir avec parcimonie suivant les règles définies. Si un lien sert de source à l'article, son insertion dans le texte est à faire par les notes de bas de page.
- La présentation des références doit suivre les conventions bibliographiques. Il est recommandé d'utiliser les modèles {{Ouvrage}}, {{Chapitre}}, {{Article}}, {{Lien web}} et/ou {{Bibliographie}}. Le mode d'édition visuel peut mettre en forme automatiquement les références.
- Insérer une infobox (cadre d'informations à droite) n'est pas obligatoire pour parachever la mise en page.

Pour une aide détaillée, merci de consulter Aide:Wikification.
Si vous pensez que ces points ont été résolus, vous pouvez retirer ce bandeau et améliorer la mise en forme d'un autre article.
Pour les articles homonymes, voir Boxing Day (homonymie).
Pour plus de détails, voir Fiche technique et Distribution.
Boxing Day est un film de Noël comique et romantique britannique écrit, réalisé et interprété par Aml Ameen, sortie en 2021. Le film met également en vedette Aja Naomi King et marque les débuts de Leigh-Anne Pinnock en tant qu’actrice. Ce film est la première comédie romantique britannique de Noël avec un casting presque entièrement noir,.
Se déroulant principalement à Londres, le film suit Melvin Mckenzie (Aml Ameen) alors qu'il retourne chez lui à Londres après deux ans d'absence pour lancer son nouveau livre et présenter sa fiancée américaine à sa famille anglo-caribéenne. Ameen a réalisé Boxing Day pour représenter sa propre expérience de l'enfance en Angleterre au sein de sa famille faisant partie de la communauté afro-caribéenne du Royaume-Uni. Le film contient des clins d'oeil à d'autres films de Noël célèbres, notamment à Love Actually, Melvin se présentant à la fenêtre de Lisa avec de grandes cartes à message,.

## Synopsis
Melvin "Smelly" Mckenzie (Aml Ameen) est un immigrant britannique vivant à Los Angeles. Après la sortie de son nouveau livre, il doit retourner à Londres pour la première fois depuis deux ans afin de le promouvoir. 
Melvin et sa presque fiancée américaine Lisa Dixon (Aja Naomi King) se rendent à Londres pour rencontrer son adorable mais dysfonctionnelle famille appartenant à la Communauté afro-caribéenne du Royaume-Uni.
Là-bas, les choses se compliquent avec la présence de Georgia (Leigh-Anne Pinnock), l'ex petite amie de Melvin et superstar mondiale, qui a toujours des sentiments non résolus pour lui et qui est très proche de la famille qu'il a laissée derrière lui.
À l'hôtel, Lisa tombe sur Georgia, aucune des deux n’est au courant de leur amant commun. Elle s'extasie devant la star et lui demande un selfie qui sera publié sur Instagram. 
Lorsque Melvin participe à un talk-show télévisé pour promouvoir son livre, nulle autre que Georgia (Gigi) en est l'invitée musicale. Ils ne se sont pas vus depuis que les parents de Melvin ont annoncé leur divorce ce jour fatidique du Boxing Day, alors qu'il partait à Los Angeles. Sa sœur Boobsy est également présente, car elle est le manager de Gigi.
Juste après, dans le hall de l'hôtel, Melvin et Lisa essaient de partir pour qu'il puisse parler de cette dernière à sa mère avant que tous les autres invités n'arrivent. Celle-ci voit Georgia et tente de la présenter à son fiancé Melvin. Se voyant au loin, Melvin et Gigi essayent de s’éviter, mais en vain. 
Dans la voiture, alors que Melvin se rend chez sa mère Shirley, Lisa lui reproche de ne pas lui avoir dit que son ex était la célèbre chanteuse. Au même moment, Gigi se confie auprès de Boobsy, détaillant le scénario fantaisiste qu'elle a construit dans son esprit pour se réconcilier avec Melvin. 
Chez Shirley, en fouillant dans de vieux albums photos, Lisa apprend que Gigi et Melvin ont pratiquement grandi ensemble, leurs mères étant meilleures amies. Plus tard, ce soir-là, au concert de Gigi, Lisa se rend compte, à la façon dont Gigi regarde Melvin, que Gigi a toujours des sentiments pour ce dernier.
Le lendemain, tandis que Lisa joue aux cartes avec les hommes de la famille, Gigi et Boobsy arrivent, et toute la famille se met rapidement à danser ensemble. Il y a beaucoup de tension entre les deux femmes, et quand l’occasion se présente à elle, Gigi cherche Melvin et l'embrasse. Lisa le voit et part. Melvin la suit. Elle lui annonce qu'elle va accepter une offre d'emploi en Nouvelle-Zélande.
Lorsque Gigi part également, bouleversée, une dispute éclate au sujet du départ de Melvin il y a deux ans. Alors que les esprits s'échauffent, Boobsy déclenche une bataille de nourriture. Au milieu du chaos, Shirley arrive enfin avec Richard pour le présenter, mais elle est tellement bouleversée par le désordre qu'elle renvoie tout le monde sauf Melvin. Une fois seuls, elle lui annonce que Lisa est enceinte.
À l'hôtel, Lisa renvoie Melvin. Il va dans le bar de son père, où il est convaincu qu'il pourrait assurer dans son rôle de père. Il essaie donc de faire un grand geste avec des cartes semblables à celles de Love Actually, mais c'est un échec. 
Lors du spectacle de Noël de Shirley, elle rend enfin sa relation avec Richard publique. Gigi va voir Lisa à l'hôtel, puis avec Boobsy, elles font en sorte que Melvin se rende au Tower Bridge, où il fait une nouvelle demande en mariage à Lisa.

## Distribution
- Aml Ameen : Melvin Mckenzie, le personnage principal. Un écrivain britannique vivant en Amérique qui retourne chez lui pour promouvoir son nouveau livre. Il est toujours blessé par le divorce de ses parents, qu'ils ont annoncé lors du Boxing Day, deux ans auparavant. Par conséquent, il semble être obsédé par l'idée d'avoir une relation "parfaite", ce qui l'amène inévitablement à faire des choses qui nuisent à sa propre relation.
- Aja Naomi King : Lisa Dixon, la petite amie actuelle de Melvin et bientôt sa fiancée. Elle est agent de casting à Hollywood et vient d'obtenir une grande opportunité de travail, elle découvre également qu'elle est enceinte. Elle accompagne Melvin à Londres pour les fêtes de fin d’année afin de rencontrer sa famille pour la première fois.
- Leigh-Anne Pinnock : Georgia "Gigi" Folorunsho, l'ex-petite amie de Melvin et son amour d'enfance. C’est une chanteuse pop qui a récemment vécu une rupture très publique. La famille de Georgia et celle de Melvin sont très proches et fêtent le Boxing Day ensemble chaque année.
- Marianne Jean-Baptiste : Shirley Mckenzie, la mère de Melvin. Elle a divorcé de son mari il y a deux ans après qu'il l'ait trompée, et a maintenant un nouveau petit ami qu'elle hésite à présenter à ses enfants.
- Tamara Lawrance : Aretha "Boobsy" Mckenzie, la sœur de Melvin. C’est l'assistante et la meilleure amie de Georgia.
- Sheyi Cole : Joshua Mckenzie, le petit frère de Melvin. Il est amoureux de l'ex-petite amie de son cousin et tente de la conquérir.
- Stephen Dillane : Richard, le nouveau petit ami de Shirley.
- Robbie Gee : Bilal, le père de Melvin. Il a trompé Shirley il y a deux ans avec une femme beaucoup plus jeune, ce qui a porté atteinte à sa relation avec Melvin.
- Yasmin Monet Prince : le rôle d'Alison, la fille que Josh essaie de conquérir et l'ex de son cousin.
- Samson Kayo : Joseph, le cousin de Josh et l'ex petit ami d'Alison.
- Joshua Maloney : Jermaine, l'autre frère de Melvin.
- Claire Skinner : Caroline, la mère de Georgia.
- Lisa Davina Phillip : Valerie.
- Derek Ezenagu : Clint, le père de Georgia.
- Martina Laird : Janet.
- Ricky Fearon : Kirk.
- Fraser James : Billy.
- Tim Ahern joue Dave, l'agent de Melvin.
- Melvin Gregg : Ian "Gorgeous", l'ex petit ami rappeur de Georgia qui l'a trompé très publiquement.
- Zeze Millz : lui-même.

## Production
Boxing Day est réalisé par Aml Ameen, vaguement inspiré de sa propre famille. Il a coécrit le scénario avec Bruce Purnell. Il prévoyait à l'origine de le financer lui-même pour le faire décoller, mais il a rencontré des agents au mariage d'Idris Elba qui ont envoyé son scénario au British Film Institute (BFI) et à Film4. En plus d'être le premier film d'Ameen, c'est aussi le premier film de Leigh-Anne Pinnock. Elle a rejoint le casting après avoir été recommandée à Ameen par Purnell. Ameen cherchait quelqu'un qui sache chanter, mais ne connaissait pas Leigh-Anne ou Little Mix à l'époque.
La production du film a commencé à la fin de l'été 2020. Le film a été tourné en extérieur à Londres pendant six semaines en novembre et décembre. Ils ont filmé pendant le confinement dans des endroits comme South Bank, Carnaby Street, et le Jazz Café.

## Bande originale
La musique du film comprend des performances solo de Leigh-Anne Pinnock : Georgia. Elle reprend I Say a Little Prayer de Dionne Warwick et For the Love of You des The Isley Brothers. Elle interprète également une chanson originale qu'elle a coécrite, intitulée Woman.

## Sortie
La bande-annonce de Boxing Day est diffusée le 6 octobre 2021. Le film a été projeté en salles au Royaume-Uni et en Irlande le 3 décembre 2021, et est sorti aux États-Unis sur Amazon Prime le 17 décembre 2021.